# Dechloromonas denitrificans
Genre

Dechloromonas denitrificans est une bactérie à Gram négatif produisant du N2O. Elle appartient au genre Dechloromonas du phylum des Proteobacteria. Elle a été isolée à partir des tissus du ver Aporrectodea caliginosa. En culture, les colonies de Dechloromonas denitrificans arborent une couleur jaunie.

## Étymologie
Le nom de genre Dechloromonas a plusieurs origines (grec, latin et néolatin) et signifie dans son ensemble "organisme unicellulaire déchlorant". Le nom de l'espèce denitrificans fait référence à son pouvoir dénitrifiant. 

## Description et métabolisme[1]
Dechloromonas denitrificans a une forme de bâtonnet de 0,85 µm de diamètre de moyenne. Elle possède une certaine motilité grâce à son flagelle polaire. En culture, elle forme des colonies arborant une couleur jaunie de taille de 0,5 à 1 mm de diamètre qui forment parfois des filaments qui les connectent entre elles. Leur optimum de croissance est une température de 30 °C et un pH de 7. Le temps de doublement en conditions optimales est de 6,5 h et le taux de GC est de 61,2%.
Cette bactérie opère la dénitrification en réduisant le NO3− en N2, processus au cours duquel elle produit du N2O comme composé intermédiaire. Elle utilise plusieurs acides carboxyliques comme l'acétate, le propionate, le butyrate, le lactate ou encore le pyruvate comme donneurs d'électrons. Des composés tels que le formate, l'éthanol, le glucose et la pectine sont préjudiciables pour sa croissance.
Enfin, la souche-type est la DSM 15892 et l'organisme le plus proche phylogénétiquement parlant est la bactérie Dechloromonas agitata.